# Medicine Hat

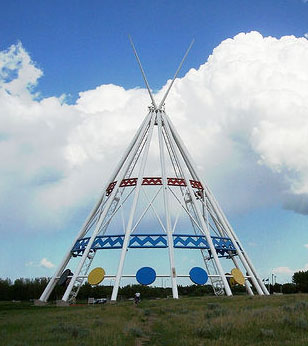
Tipi

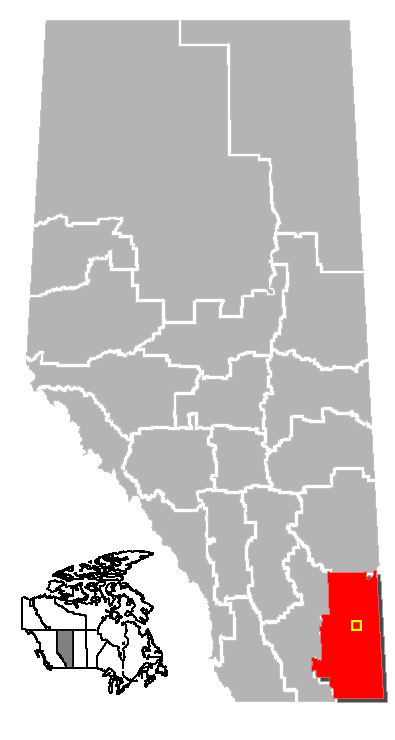
Situació

Medicine Hat és una ciutat del Canadà amb uns 57.000 habitants (2006) que està situada a la part sud-oriental de la província d'Alberta. Es troba a la ribera meridional del riu Saskatchewan Sud. Ocupa una superfície de 112,01 km²
Històricament, Medicine Hat ha estat coneguda pels seus grans camps de gas natural, havent estat immortalitzada per Rudyard Kipling qui va dir que té "tot l'infern per soterrani" A causa d'aquestes reserves, la ciutat és coneguda com "La Ciutat del gas". És la sisena ciutat més gran d'Alberta.

## Origen del nom
El nom Medicine Hat és la traducció a l'anglès de 'Saamis' (SA-MUS) – l'idioma sisika dels amerindis blackfoot per designar les plomes de la cua de les àguiles que portaven els guaridors tradicionals amerindis (medicine men) altrament dita 'Medicine Hat' (barret de medicina).

## Clima
Situat a la regió estepària coneguda com el Triangle de Palliser, Medicine Hat té un clima semiàrid continental (en la classificació de Köppen BSk) de vegades el fred d'hivern s'alleugereix pels vents chinook Té una temperatura mitjana anual de 6,1 °C amb el mes de gener amb la temperatura mitjana de –8,4 °C i la de juliol de 20,0 °C. La precipitació mitjana anual és de 322,6 litres amb un màxim a finals de primavera.

## Fills il·lustres
- Richard Edward Taylor (1929 - 2018) físic, Premi Nobel de Física de l'any 1990.